# Since I've Been Loving You
Pistes de Led Zeppelin III
Celebration Day
(3) Out on the Tiles
(5)
Since I've Been Loving You est une chanson du groupe britannique de hard rock Led Zeppelin écrite par Jimmy Page, Robert Plant et John Paul Jones.

## Historique
Since I've Been Loving You figure sur le troisième album du groupe, Led Zeppelin III (1970), ainsi que sur les albums live The Song Remains the Same (1976) et How the West Was Won (2003).
Jimmy Page enregistre en une seule prise le solo de guitare et, selon l’ingénieur du son Terry Manning, ce serait le « meilleur solo de guitare de tous les temps ».
Elle est interprétée lors de la réunification de Jimmy Page et de Robert Plant sur l'album No Quarter: Jimmy Page and Robert Plant Unledded (1994).

## Aspect musical
Cette chanson est un blues lent en do mineur ou mode éolien (la gamme mineure). Elle utilise une progression mineure en 12 mesures, appelée « quick-change ».